# Valhallabron

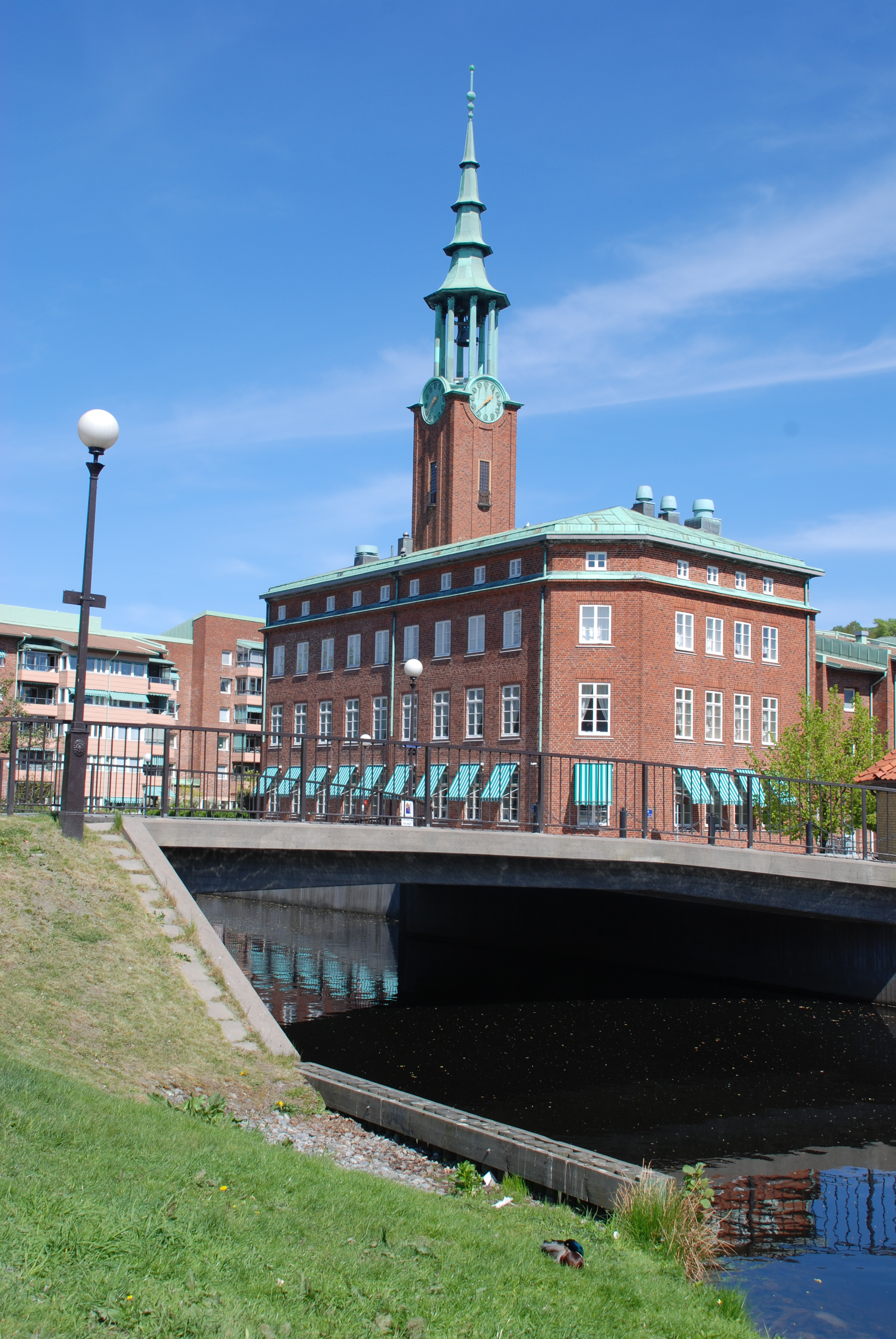
Valhallabron går över Mölndalsån vid Gårda i Göteborg.

Valhallabron är en 20 meter lång bro över Mölndalsån, som förbinder Åvägen med Valhallagatan i centrala Göteborg, cirka 50 meter öster om Valhallabadet.